# 特魯羅 (伊利諾伊州)
特魯羅（英語：Truro）是位於美國伊利諾伊州諾克斯縣的一個非建制地區。該地的面積和人口皆未知。

## 地理
特魯羅的座標為40°57′27″N 90°02′32″W / 40.95750°N 90.04222°W，而該地的平均海拔高度為208米（即682英尺）。